# Marian Brzozowski
Marian Lubomir Brzozowski (ur. 1954) – profesor, doktor habilitowany, nauk rolniczych specjalista w zakresie hodowli zwierząt futerkowych.
Kierownik Zakładu Hodowli Zwierząt Futerkowych i Drobnego Inwentarza w Szkole Głównej Gospodarstwa Wiejskiego w Warszawie. Tytuł profesora otrzymał w 2006 roku. Członek Zarządu IFASA (od 1996) oraz Sekcji Zwierząt Futerkowych Polskiego Towarzystwa Zootechnicznego. Członek rady programowej kwartalnika Hodowca Zwierząt Futerkowych (ISSN 1506-4042).  Ponad 35 lat związany z tematyką hodowli zwierząt futerkowych.
W 2003 roku odznaczony Srebrnym Krzyżem Zasługi.